# Sebastian Högger
Sebastian Högger seit 1723 Sebastian Högger von Thurberg (* 31. Dezember 1686 in St. Gallen; † 22. Februar 1737 in Paris) war ein Schweizer Offizier in schwedischen Diensten.

## Leben

### Familie
Sebastian Högger entstammte der Familie der Högger und war der Sohn seines gleichnamigen Vaters Sebastian Högger (* 23. April 1660 in St. Gallen; † 25. Juli 1731 in Thal), Arzt und Obervogt von Bürglen und dessen Ehefrau Anna Elisabeth (* 15. Mai 1665 in St. Gallen; † 13. April 1735 ebenda), Tochter von Georg Benedikt Zollikofer (1642–1672); von seinen fünf Geschwistern, von denen zwei bereits kurz nach der Geburt verstarben, erreichten drei das Erwachsenenalter:
- Elisabeth Högger (* 31. Mai 1692 in St. Gallen; † 18. März 1723 in Thal), verheiratet mit dem Pfarrer Hans Kaspar Huber (1691–1753)[4];
- Lorenz Högger (* 9. Juli 1694 in St. Gallen; † 2. April 1771 ebenda), verheiratet mit Ursula (* 28. Oktober 1704 in St. Gallen; † 5. Februar 1755 ebenda), Tochter von Hans Jakob Kunkler (* 1664);
- Georg Benedikt Högger (* 4. April 1700 in St. Gallen; † 16. März 1750 ebenda), verheiratet mit Anna (* 16. Juni 1699 in St. Gallen; † 21 Okt 1762 ebenda), Tochter des Metzgers Michael Alther (1666–1748).

Sein Urgroßvater war Sebastian Högger (* 25. Februar 1592 in St. Gallen; † 7. Oktober 1643 ebenda).
Er hinterliess keine Nachkommen, sodass das Fideikommiss Höggersberg auf dem Rosenberg in St. Gallen seinem Bruder Lorenz zufiel.

### Werdegang
Sebastian Högger erhielt eine wissenschaftliche Ausbildung, absolvierte nach einigen Seefahrten die Kapitänsprüfung in Brest und verfasste das Traktat De fluxu et refluxu maris, das sich mit Ebbe und Flut beschäftigte.
Bereits 1709 begleitete er den schwedischen König Karl XII., als dieser sich im Exil in Bender befand; 1710 stand er im Dienst der schwedischen Marine und reiste 1716 im Auftrag des Königs nach Martinique und von da aus nach Amerika. 1717 wurde er zum schwedischen Schiffskapitän ernannt.
Er unternahm 1718 Fahrten an die afrikanische Küste, so unter anderem nach Ceuta und Tunis und machte in diesen Jahren einige Erfindungen in der Schiffsbaukunst.
1723 erfolgte seine Ernennung zum Chef eines Geschwaders im Rang eines Generalmajors.
König Friedrich von Schweden sandte ihn 1735 mit geheimen diplomatischen Aufträgen an den französischen Hof nach Paris; dort verstarb er kurz vor der Rückkehr nach Stockholm im Rang eines schwedischen Gesandten.

## Ehrungen und Auszeichnungen
- 1717 wurde Sebastian Högger durch den König in den schwedischen Adelsstand erhoben.
- Er erhielt 1723 als Baron die Erhebung in den schwedischen Reichsfreiherrenstand mit dem Prädikat von Thurberg.